# Sergio Anselmi
Pour les articles homonymes, voir Anselmi.
Sergio Anselmi (11 novembre 1924, Senigallia - 7 novembre 2003, Senigallia) est un historien, écrivain, académicien et intellectuel italien.

## Biographie
Sergio Anselmi nait le 11 novembre 1924 à Senigallia, dans les Marches. Il est professeur d'histoire économique à l'Université polytechnique des Marches à Ancône, où il a dirigé l'Institut d'Histoire économique et de Sociologie, et à l'Université d'Urbino « Carlo-Bo ». Anselmi a également dirigé le Centre saint-marinais d’Étude historique de l'Université de Saint-Marin.
Ses recherches historiques ont pour thème les régions autour de la mer Adriatique depuis le Moyen Âge jusqu'aux années 2000. Il s'est intéressé particulièrement à l'économie du métayage dans les Marches. Son œuvre est considérée comme fondamentale dans la compréhension des dynamiques historiques et économiques de la région des Marches.
En 1978, Sergio Anselmi fonde (également avec Renzo Paci, Ercole Sori et Bandino Giacomo Zenobi) et dirige la revue historique Proposte e ricerche qui traite de l'économie et de la société dans l'Histoire de l'Italie centrale. Il fut également un des fondateurs du Musée de l'Histoire du métayage, bâti dans le couvent Sainte-Marie-des-Grâces à Senigallia, qu'il dirigea jusqu'à sa mort en 2003, soit pendant 25 ans. Le musée lui est intitulé depuis 2004.

## Ouvrages

### Recherches historiques
- Economia e vita sociale in una regione italiana tra Sette e Ottocento, Argalia, 1971.
- Le origini del socialismo nelle Marche attraverso la stampa socialista (1892-1902), avec Polverari Michele et Sabbatucci Severini Patrizia, Il Lavoro Editoriale, 1982,  (ISBN 887663004X).
- Marche, avec Gianni Volpe, Giulio Einaudi Editore, 1987,  (ISBN 8842028193).
- La provincia di Ancona. Storia di un territorio, Éditions Laterza, 1987.
- Giovan Francesco Guerrieri: dipinti e disegni. Un accostamento all'opera. Catalogo della mostra, avec Emiliani Andrea et Sapori Giovanna, Nuova Alfa, 1988,  (ISBN 8877790482).
- Die Marken, avec Ada Antonietti, Scala Group, 1989,  (ISBN 8881174731).
- Les Marches, avec Ada Antonietti, Scala Group, 1989,  (ISBN 8881173735).
- The Marches, avec Ada Antonietti, Scala Group, 1989,  (ISBN 8881172739).
- Marche, avec Ada Antonietti, Scala Group, 1989,  (ISBN 8881170736).
- Adriatico. Studi di storia: secoli XIV-XIX, Clua, 1991,  (ISBN 8885902413).
- Ragusa (Dubrovnik) una repubblica adriatica, avec Antonio Vittorio et Paola Pierucci, Cisalpino, 1994,  (ISBN 8820507536).
- Contadini marchigiani del primo Ottocento, Sapere Nuovo, 1995.
- Pirati e corsari in Adriatico, Silvana, 1999,  (ISBN 8882151263).
- Chi ha letame non avrà mai fame: secoli XV-XX. Studi di storia dell'agricoltura, 1975-1999, tiré de “Proposte e ricerche”, 2000.
- Agricoltura e mondo contadino, Il Mulino, 2001,  (ISBN 8815080929).
- La provincia di Ancona. Storia di un territorio, Ier volume, SAGRAF, 2002.
- Conversazioni sulla storia, Affinità Elettive Edizioni, 2003,  (ISBN 8873260241).

### Romans et nouvelles
- Storie di Adriatico, Il Mulino, 1996,  (ISBN 8815054936).
- Ultime storie di Adriatico, Il Mulino, 1997,  (ISBN 8815060251).
- Mercanti, corsari, disperati e streghe, Il Mulino, 2000,  (ISBN 8815078355).
- Perfido Ottocento. Sedici piccole cronache, Il Mulino, 2002,  (ISBN 8815088539).

## Crédit d'auteurs
- (it) Cet article est partiellement ou en totalité issu de l’article de Wikipédia en italien intitulé « Sergio Anselmi » (voir la liste des auteurs).